# Bialya
Bialya es un país ficticio, creado para la editorial DC Comics, que pertenece a la continuidad del Universo DC. Fue mencionado por primera vez en historias relacionadas en las historietas de la Liga de la Justicia Internacional de acuerdo a lo descrito por Keith Giffen y JM DeMatteis. Sin embargo, su aparición oficial tuvo lugar en el cómic Justice League #2 (junio de 1987)

## Historia ficticia
Ha existido como un país al menos durante la Guerra de Vietnam. Éste se encuentra al norte de sus dos vecinos principales, unos países que en la vida real son Arabia Saudita e Irán.
Originalmente, este país era gobernado por el Coronel Títere Rumaan Harjavti, cuyo país fue tomado por la implacable femme fatale Queen Bee. Finalmente, luego de que fuese asesinado por el hermano de Harjavti, Sumaan, y quien a su vez fue reemplazado por Beatriz, la hermana de la primera Queen Bee. Ella, a su vez, sería depuesta por fuerzas desconocidas. Después del desastre con el incidente internacional con Black Adam, un "Presidente Rashid" tomó el poder para restablecer el orden.

### Sus Leyes
Bajo el reinado de los hermanos Harjavti y Queen Bee, miembros de un equipo de expertos de las Naciones Unidas conocidos como los Guardianes Globales se convirtieron en miembros del ejército Bialyano, causando enormes diferencias con sus reemplazos en la constituida Liga de la Justicia Internacional.
Dentro de este lapso de tiempo, los sobrevivientes de los Campeones de Angor, que se encontraban atrapados en el Universo DC y alejados de su dimensión hogareña, visitarían Bialya durante una misión para librar al mundo de un intento de ataque con bombas nucleares. Rumaan Harjavti lograría convencerlos ya que se encontraba de su lado, y los convence de atacar a Rusia. El héroe conocido como Wandjina detendrían la destrucción y aparentemente moriría en el proceso, pero su cuerpo sería cuidado en Bialya, además su cuerpo sería reanimado y posteriormente utilizado para uno de los muchos golpes de estado que se presentaron en el país. A pesar de esto, Wandjina vendría ser venerado como héroe nacional por los ciudadanos de este país.
Durante el gobierno de Rumaan, abrió las fronteras a supervillanos conocidos. Docenas de ellos llegan para refugiarse, y para poder disfrutar de sus casinos, las apuestas y sus agradables playas. Héroes como Booster Gold y Blue Beetle intentarían detener estas actividades y a los villanos que llegaron a dicho país, al infiltrarse en el país y haciendo que pareciera que los mismos villanos estuviesen robando a Rumaan. Cuando este plan falla, Batman lideraría un equipo y engañarían a los villanos haciéndoles creer que Rumaan les está robando. En el caos subsiguiente, Rumann se ve obligado a pedir ayuda oficialmente a la Liga de la Justicia. También frustrarían un intento de golpe de Estado por parte de su asistente, Geoffrey Foukes, que intentaba aprovechar el caos debido por el hecho de que Rumaan no entendía la traducción al inglés de una la rueda de prensa que dio cuando estaba leyendo un discurso. Rumann, quien tuvo una traducción simultánea, mata a Geoffrey en vivo y en directo. Rumaan posteriormente sería asesinado por el héroe reanimado Wandjina, allanando el camino para que Queen Bee tomase el control de Bialya.
Pronto, Queen Bee lograría lavarle el cerebro a la mayoría de los Guardianes Globales para que le sirvieran. Muchos incidentes internacionales surgieron cuando la Liga de la Justicia tuvo que cruzar las fronteras de Bialya en contra de los deseos expresos de su gobernante de ese momento, y de las mismas Naciones Unidas. Una vez que tal incidente ocurriró, luego de la finalización del bloqueo mediático impuesto durante varios meses, Bialya se convirtió de un mundo terraformado a un destino turístico amigable para los turistas y cubierto de verde. Esto se dio cuando el Capitán Atom, el Sargento Steel y Rocket Red se encontraban investigando. Finalmente, los planes de la Queen Bee se verían frustrados debido al poder combinado de las ramas estadounidenses y europeas de la Liga de la Justicia, así como por algunos miembros de los Guardianes Globales que quedaron por fuera del control de Queen Bee que fueron liberados del lavado de cerebro. En el caos subsiguiente, Sumaan Harjavti, hermano del fallecido Rumaan, mata a la segunda abeja reina.
Otro incidente ocurre cuando la cuarta encarnación de la villana Queen Bee (hermana de la segunda), se reúne con varios voluntarios para un conformar un ejército basado en villanos conocidos como Los extremistas. Los miembros de Extreme Justice invaden el país y derrotan lo que resultarían ser versiones ciborg de cada villano. El Capitán Atom descubre las instalaciones del enemigo para hacerse de valor al destruir su ejército. Este incidente conduce a una disolución de los tres grupos existentes de la JLA.
En la historieta Young Justice, la hija adoptiva de Red Tornado, Traya Sutton, revela que tiene nacionalidad Bialyana. Traya fue víctima de bullying a raíz de los crímenes de odio en su escuela privada que surgieron contra los inmigrantes de Bialya, luego que los padres de un compañero fuesen asesinados durante un ataque terrorista en Bialya. Más tarde, ella fue rescatada de unos ataques por su compañera de cuarto, Cissie King-Jones, también conocida como la exmiembro de Young Justice Arrowette.
Bajo la influencia de una fuerza telepática externa, el actual gobernante de Bialya, un hombre misterioso, ayudaría posteriormente a preparar una unificación de país y Qurac. La Liga de la Justicia más tarde neutralizaría esta fuerza externa, siendo una entidad telepática que había estado habitando la mente del Detective Marciano.

### Bajo el reinado deBlack Adam
Más tarde, cuando Black Adam comete un golpe de Estado en Kahndaq, convirtiéndose en el nuevo gobernante de Kahndaq, que lo lleva a invadir Bialya, haciéndole un héroe local, debido a que en el pasado ambos países han tenido diferencias irreconciliables. Black Adam en aquel momento, fue señalado por permitir operaciones ilícitas con la organización criminal Intergang, así como auspiciar que dicha nación sirviese utilizar a su país como su base de operaciones, por esto mismo, permitió que se desarrollara el proyecto "Jinetes de Apokolips", creados con tecnología de Apokolips, el cual utilizó en parte para atacar a Bialya, por lo que un total de dos millones de Bialyanos inocentes fueron víctimas de un genocidio al cual Black Adam se le atribuyó. La razón de esta represalia surgió a raíz del asesinato de Isis y Osiris, y muchos ciudadanos de Kahndaq]], al parecer como resultado la muerte de la mayoría de la vida en el país, millones de hombres, mujeres y niños, así como animales e insectos.

### Sobreviviendo tras la invasión deBlack Adam
Un flashback que sirvió como consecuencia de la historia narrada en "Checkmate" #22 revela que hay un cuarto de millón de sobrervivientes de seguidores del gobierno de Black Adam.
Durante la historia del spin-off de la maxiserie 52, titulada 52: Aftermath: The Four Horsemen #1-4 (octubre de 2007-enero del 2008), se revela que el presidente Rashid, un gobernante nombrado provisionalmente y en transición, siendo sustituto de Adam, rechazó cualquier ayuda externa a excepción de una ayuda básica humanitaria. Algunas de estas personas les estaban siendo suministradas por compañías como WayneTech y Laboratorios S.T.A.R.. Sin embargo, todavía se presentaba actos delitos básicos centrados alrededor del robo de alimentos, los médicos, dependieron de Bialyanos heridos que fueron utilizados para rellenar u ocupar un currículum para sostener algo de autonomía en su país.
Los legendarios Cuatro jinetes del Apocalipsis volvieron a manifestarse dentro de las fronteras de Bialya. La creadora de los Caballeros, la Dra. Veronica Cale, creyó que la forma construida de cada jinete con tecnología de Apokolips sirvieron simplemente como recipientes para los bíblicos verdaderos Cuatro Jinetes. Además opinó que regresarán.
Durante la primera manifestación, el que se autodenominaba como Yuurd the Unknown , que representó a Hambruna, quien fue anteriormente el cocodrilo parlante 'Sobek', poseyó a Reese Taylor, un corrupto empleado de Wayne Tech que estaba vendiendo alimentos. Terminó matando a muchos empleados de Wayne-Tech, posteriormente se le ve matando a un guardia, así como hiriendo a muchos otros, incluido al mismísimo Bruce Wayne y Superman, logrando escapar a las ruinas de Bialya. Otro jinete aparece manifestándose a lo lejos de los campos de refugiados.
Muchos empleados de ayuda humanitaria y ciudadanos de Biayla son asesinados en el caos resultante, sus cuerpos serían tomados por los Cuatro Jinetes para construir nuevas formas de batalla. Más tarde, Superman escanea el país e indica que todos aquellos que se encuentran adentro de sus fronteras, con la excepción de Snapper Carr y Batman, han muerto.
Más tarde, un grupo terrorista de Bialyano, se les vio adentro controlando un corredor para la venta de armas ilegales, siendo arrestados por la JSA.

### El Escarabajo de Blue Beetle
En las páginas de la historieta Blue Beetle #8 (diciembre de 2006), coescrito por Keith Giffen y John Rogers, reveló que Dan Garrett, el Blue Beetle original, descubrió el escarabajo que le dio sus poderes en Bialya. Esto aparentemente se volvió un retcon tomando en cuenta la representación anterior que había establecido el descubrimiento del mismo en Egipto.

### Los Nuevos 52/DC: Renacimiento
En septiembre de 2011, The New 52 reinició la continuidad de DC. En esta nueva línea de tiempo, Etta Candy aparece como líder de un escuadrón de agentes de ARGUS (Grupo de Investigación Avanzado de Unión Superhumana) operando en Bialya. Ellos fueron parte de unas muertes presentadas en dicho país cuando ARGUS fue atacado por todos los frentes.
Otra mención del país, en la misma nueva continuidad, se hace en la publicación anual de Batman del 2011. Se sabe que varios periodistas estadounidenses fueron enviados en algún momento como corresponsales de guerra a Bialya.

## Apariciones en otros medios

### Televisión
- Bialya aparece mencionada y una breve aparición en la serie animada Batman: The Brave and the Bold en el episodio "¡Viaje al centro del murciélago!".

- Bialya se usa como escenario principal para los episodios de Young Justice "Bereft", "Image", y "Beneath".
- En el "Arrowverse" un asesinato de un presidente de Bialya se menciona brevemente en la serie de Arrow, en el episodio "The Huntress Returns".

### Películas animadas
- Bialya aparece en Superman versus la Élite.

### Videojuegos
- En el videojuego Young Justice: Legacy, aparece como un último nivel del jeugo, cuando el equipo localiza Aquagirl y el último fragmento de la estatua de Klarion the Witch Boy y Blockbuster.